# Taťjana Anisimovová
Taťjana Anisimovová (rusky Татья́на Ани́симова; * 19. října 1949 Groznyj) je bývalou sovětskou překážkářkou. Narodila se v Grozném a studovala v Burevěstniku v Leningradu. Získala stříbrnou medaili na mistrovstvích Evropy v atletice v roce 1978 a na olympijských hrách v Montrealu v roce 1976. Dvakrát získala bronzovou medaili (1975 a 1981) na 60 metrů překážek na halovém mistrovství Evropy.